# 清水氏
清水氏（しみずし、しみずうじ）は、日本の氏族のひとつ。主なものとして次の流れがある。
1. 徳川御三卿の一つ清水徳川家の略称、明治時代に一時期清水を姓とした（→清水徳川家）
2. 備中国国人で、備中国高松城主、長州藩重臣家、華族の男爵家だった難波氏族の支族（→備中清水氏）。
3. 伊豆国国人で、後北条氏の家臣となった藤原氏清水氏の一族（→伊豆清水氏）。
4. 出羽国国人で、清和源氏斯波流最上氏の支族（→出羽清水氏）。
5. 美濃国国人で、清和源氏多田流山県氏の支族（→美濃清水氏）。

## 美濃国の清水氏
清和源氏多田氏流山県氏族清水氏は、『尊卑分脈』によると、源頼光の曾孫・多田左衛門尉頼綱の孫・山県先生国政の四男・五郎蔵人頼兼が美濃国大野郡清水邑（現在の岐阜県揖斐川町清水）に所領を得て、清水姓を称したことに始まる。『日本城郭全集7』によると、清水五郎蔵人頼兼の嫡男・清水新蔵人頼高は承久の乱の際に京方において大井戸渡大将となったが、従兄弟にあたる粟野二郎国光とその弟・加野二郎（野頼清）によって討たれた。なお、清水氏は清水新蔵人頼高以降4代・160年から170年間にわたって美濃国大野郡清水邑を治め、後に稲葉一鉄が治めることとなる清水城の原型を築いた。また、『日本城郭大系』および『図説・美濃の城』によると、現在の岐阜県関市神野にある大仏山において清水氏の一族・清水頼忠が神野城を築いたという記録もあることから、清水氏は美濃国西部における有力な武家の一つであったことが判る。

## 備中国の清水氏
備中国の国人で、出自については昔から諸説あるが、古代に備前国児島郡に赴任した葛城山田直瑞子の末裔である「田使（たつかい）」が本姓である。備前・備中の難波氏で、平家物語にも出てくる難波一族である。元の居城は備中清水城（現・岡山県総社市井手）で、後に備中高松城。

### 概要
戦国時代初期の清水宗則（備後守）は備中国の国人・石川久式（左衛門尉）に従属した。清水宗則には3人の息子がおり、長男は清水宗知（六郎兵衛、左近将監、備後守、入道月清）、次男は清水宗治（長左衛門）、三男は難波宗忠（伝兵衛）。
1574年、備中の戦国大名三村家の重臣だった主家の石川家が毛利家により滅ぼされた際、清水家は石川家から離反して毛利家の小早川隆景に味方し、その功績により石川久式の出城だった備中高松城を預けられた。1582年、天下統一を目論む織田信長の家臣・羽柴秀吉が備中国まで侵攻してくる事態となった。前年には山陰の要衝・鳥取城が落城し、城将吉川経家らが自害に追い込まれていた。この山陽道の要衝・備中高松城を守る清水宗治・月清・難波宗忠三兄弟は奮戦するが、秀吉の水攻めという奇策により、最終的には将兵の助命を条件に自害して果てた。宗治は大正天皇から従四位を追贈されて顕彰された。
宗治の息子は3人おり、長男（ただし庶子）の清水宗之は1600年の関ヶ原の戦いの前哨戦の安濃津城攻防戦で討死し、次男の清水景治が跡を継いだ。
清水景治は防長移封後の毛利氏の財政難に対して、益田元祥とともに財政再建に尽くして活躍した。清水家は長州藩寄組として明治維新まで続いた。家禄は3700石。
12代清水親知は20歳で長州藩の筆頭加判役(代表家老格)となったが、禁門の変の際の敗北で1864年に22歳で自刃に追いやられた。徳川幕府が滅した後、親知には明治天皇より正四位が追贈されて名誉回復を受けた。
息子の自刃後、父の清水親春が再度家督を継ぎ、第二奇兵隊総督として活躍して明治維新に貢献した。明治8年（1875年）に親春が死去した後は、親春の娘スミの婿養子資治が家督相続した。
『授爵録』（明治三十三ノ一年）によれば、明治33年（1900年）5月5日付けの宮内省当局側の華族編列の審査書類に資治の名が上げられている。戊辰の役にて王師に加わって一隊の将として兵馬の間に駆使して賊徒掃討の殊功をあげたこと、西南の役でも死地に身を投じて鎮撫の功を奏したこと、また父祖も維新に功績があったことなどから、同年5月9日をもって資治は男爵位を与えられた。その後資治は貴族院の男爵議員に当選して務めた。
3代男爵清水康春の代の昭和前期に清水男爵家の住居は東京市小石川区関口町の親族小熊信一郎方にあった。

## 伊豆国の清水氏
伊豆清水氏は、伊勢新九郎盛時の家臣として伊豆国に下ったとも、元々伊豆の土豪とも言われている。それ以前の系図は不明。

### 概要
伊豆清水氏の初代の名は不明であるが、伊豆国道者注文（天理図書館所蔵）に初代清水氏が確認されている。2代目の清水綱吉（つなよし）も北条氏に仕えて伊豆国の支配や、戦場での働きで、勢力拡大に貢献したものと思われる。綱吉の弟・清水吉政は氏綱の嫡男・北条氏康の傅役・補佐役を務めて重用された。3代目となる清水康英はその氏康から偏諱を賜ってその重臣として活動し、伊豆衆の中でも随一の実力者であった（『北条氏所領役帳』によれば伊豆衆二十九人衆の筆頭とされ、伊豆衆の中でも知行は最も多い829貫700文余）。天正16年には豊臣秀吉水軍の備えとして北条水軍の拠点を下田に築くこととなり、北条氏直から城将として全てが任された（東京・清水文書）。しかし、時代の流れが北条氏も、それに従う清水氏も飲み込み、1590年には豊臣秀吉の小田原征伐が開始された。康英は伊豆国の下田城に籠城し2か月にわたる籠城戦を行うが、最終的には開城して隠居し、1591年に伊豆で病死した。

### その後
康英の子には、 新七郎（1569年に甲斐武田氏の侵攻を駿河蒲原城で迎え撃ち戦死）（孕石文書）および太郎左衛門尉政勝（小田原開城後に氏直に同行した後、結城秀康に仕えて1616年に没）の2人がある。康英の後裔の一派は文禄2年（1593年）沼津に移り住み、駿河国駿東郡沼津宿の本陣経営者となり、幕末に至るまで名主や年寄などを務め、明治時代に入ってからは沼津郵便電信局を営んだ。

## 出羽国の清水氏
出羽清水氏は清和源氏足利氏の一門・斯波氏の一族最上氏の分家筋にあたる。1474年、斯波兼頼の曾孫の成沢満久が最上地方へ進出し、その後に大蔵村に清水城を築いて居城とし、それ以降清水を名乗った。
清水氏の5代当主・清水義高が、本合海の戦いで武藤義増の軍勢と戦って討死し、その跡は清水義氏が継いだ。義氏には男子がなかったため、一族でもあり、本家筋の最上義光の息子を養子として迎えた。これが清水氏7代当主・清水義親である。清水義親は清水氏の養子となる以前に、豊臣家に近習として仕えていたことがあり、その縁で豊臣秀頼とも交流があった。これが後年の悲劇の一因となる。
1613年、徳川家康と豊臣秀頼との手切れが決定的になると、最上家は徳川家康ら東軍諸将から、清水義親と豊臣家との内通を疑われてしまう。最上義光の死後、その家督を継いだ実兄の最上家親は、疑いを晴らすために弟である清水義親の追討を決断し、翌1614年に清水城を攻撃して落城させた。清水義親は、13歳であった嫡子の清水義継ともども切腹させられ、ここに清水家は滅亡した。

## 常陸国の清水氏
常陸国の清水氏は佐竹氏の家臣として数流が確認される。高野城主の血筋としても清水姓の武将が確認されることから、有力な武家としての地位を保持していたことがわかる。

### 藤原朝臣清水氏
佐竹家臣 清水肥前守通愛の名が見える。藤原秀郷の後裔とされ、下野国の境、常陸国久慈郡清水之郷に住み、住居を以て在名を称号とするという。しばらく額田氏の家臣であったが、四代 左馬允多右衛門通胤の代に佐竹氏の家臣となり秋田転封に随い、出羽国に移住するという。
```
【系譜】：清水肥前守通愛 - 左馬允但馬守通里 - 右馬允肥前守通貞 - 左馬允多衛門通胤 - 藤八左馬允通忠 - 通利 - 通重 - 多右衛門通休 - 通賢 - 通達 - 通政 - 通定 - 通承 - 通啓
         
```

### 源朝臣清水氏
佐竹氏の家臣に本姓を源朝臣とし、戦国大名 後北条氏の旧臣たる清水氏がある。北条氏綱から偏諱の授与を受けた清水綱賢（つなかた）はその父・北条早雲の代から仕えて伊豆国下田に住まい、武蔵国の品川合戦や里見合戦にも功をあげたという。その子も古河公方 足利晴氏や関東管領 上杉憲政らとの河越夜戦にて上杉朝定との戦に大功ありといい、父と同様に主君の北条氏康から偏諱を受け上野守康賢（やすかた）と名乗るという。その次男 刑部丞高賢（たかかた）は常陸国額田に住まうといい、その子幡摩守高通（たかみち）が佐竹義重に仕え、佐竹氏の秋田転封に随い秋田に移住するという。
```
【系譜：清水綱賢 - 上野守康賢 - 刑部丞高賢 - 幡摩守高通 - 高俊 - 高直 - 光通 - 光正 - 光高 - 光慶 - 高重 - 高長 - 吉十郎高乗
```

### 近世以降の清水氏
正徳3年（1713年）、久慈郡頃藤の東勝山長福寺の境内に清水自休の名が刻まれたとされる。